# Droga krajowa B92 (Austria)
Droga krajowa B92 (Görtschitztal Straße) – droga krajowa w Austrii. Arteria zaczyna się w stolicy Karyntii – Klagenfurt am Wörthersee i biegnie w kierunku północnym. Alpejska trasa prowadzi równolegle do B317 by kilkanaście kilometrów za granicą Karyntii ze Styrią spotkać się z tą szosą.